# 1958-as Formula–1 világbajnokság
Az 1958-as Formula–1 világbajnokság volt a 9. FIA Formula–1 világbajnoki szezon, amely 1958. január 19-étől október 19-éig tartott.
Az évadra több jelentős szabálymódosítás lépett érvénybe. Csökkentették a versenyek távját és időtartamát: az eddigi 500 kilométer vagy három óra helyett 300 kilométer vagy két óra hosszú lehetett egy verseny. Egységesítették a benzinfelhasználást (minden autóba repülőgépbenzint kellett tankolni) és megszűnt a verseny közbeni vezetőcsere. Mindezek mellett konstruktőrök számára is kiírták a világbajnokságot.
Az ötszörös világbajnok Juan Manuel Fangio két versenyt teljesített az év során, majd visszavonult a sportágtól.
Kétévnyi kihagyás után visszatért a sorozatba a holland nagydíj, új futamként pedig bekerült a portugál nagydíj és először rendeztek versenyt Afrikában, az egyetlen marokkói nagydíjat. Először rendeztek egy évadban 10-nél több futamot, szám szerint 11-et.
Két évi nyugalom után újra tragédiák árnyékolták be a Formula–1 egét. Az indianapolisi futamon a rajt után egy perccel tizenhárom autó ütközött, Pat O'Connor életét vesztette. Franciaországban Luigi Musso a kilencedik körben kisodródott, súlyos sérüléseibe belehalt. Peter Collins a silverstone-i győzelem után a Nürburgringen is nyerni akart, Tony Brooks előzése közben azonban fának csapódott és életét vesztette. Az utolsó versenyen pedig Stuart Lewis-Evans Vanwallja gyulladt ki, és a versenyző az égési sérülések következtében elhunyt.

## Szabályok
A futamokon az első öt célba érkező kapott pontot (8, 6, 4, 3, 2), valamint egy egységgel jutalmazták a leggyorsabb kört teljesítő versenyzőt. A 11 futam eredményéből csak a legjobb 6 számított bele a világbajnokság végeredményébe. Amennyiben többen autózták ugyanannyi idő alatt a leggyorsabb kört, akkor a pilóták között megosztották az egy pontot.
A sűrítő nélküli motorok maximális hengerűrtartalmát 2500 cm³-ben határozták meg.

## A szezon menete
Mivel a szezonnyitó argentin nagydíjra sem a Vanwall, sem pedig a BRM nem készült el autójával, így mindössze tíz versenyző utazott el Buenos Airesbe. A Ferrari a régi Lanciák helyett az új Dino 246-os modellekkel nevezett a versenyre Mike Hawthornnal, Peter Collinsszal és Luigi Mussóval. A Maserati gyári csapata pénzügyi gondok miatt az előző év végeztével kivonult a Formula–1-ből, így a magáncsapatok vették át a 250F-eseket. Juan Manuel Fangio és Carlos Menditéguy Scuderia Sud Americana néven állt össze, de Jean Behra és Harry Schell is talált magának privát autót. Stirling Moss Vanwallja sem lett startrakész, ezért Rob Walker kis Cooper-Climax T43-asával nevezett be a futamra. Az időmérőn Fangio volt a leggyorsabb Mike Hawthorn, Collins és Behra előtt. A rajtnál Behra állt az élre, Collins viszont hamar kiállni kényszerült a kardántengely meghibásodása miatt. A 2. körben Hawthorn vette át a vezetést, akit Behra és Fangio követett. A 10. körben az argentin megelőzte Hawthornt, míg időközben Moss Luigi Musso, Behra és Hawthorn elé került. Miután Fangio kiállt a boxba új gumikért, visszaesett Moss, Behra és Musso mögé. Behra megcsúszott, Fangio motorjában pedig kihagyott a gyújtás, így Musso feljött a második helyre, Hawthorn elé. Musso arra várt, hogy Moss kiálljon, ezért nem hajott annyira, míg túl késő nem volt, így az olasz közvetlenül a brit után ért célba, aki megszerezte a Cooper és a farmotoros autók első győzelmét a sportágban.

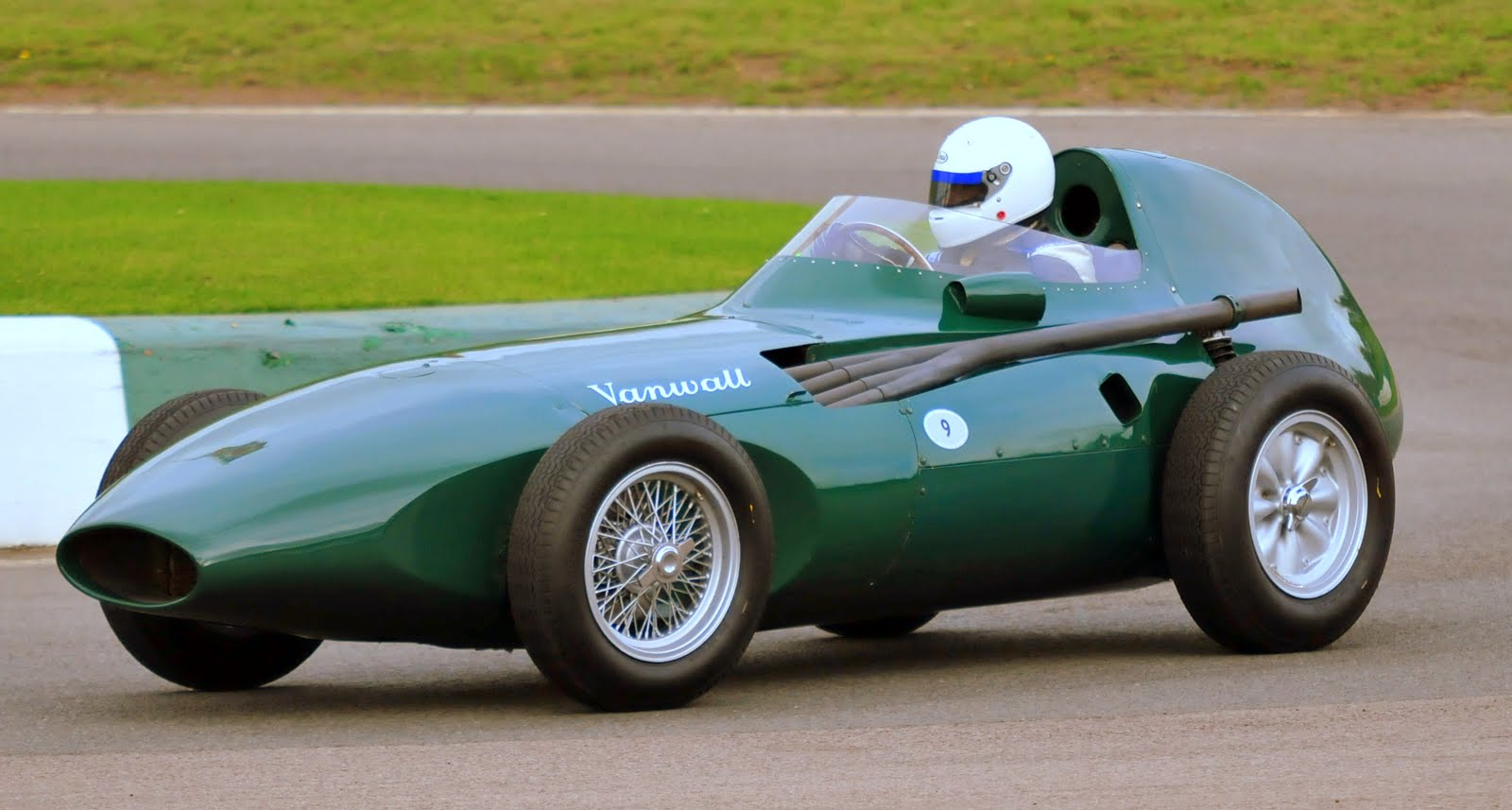
Vanwall

A monacói időmérőt a brit autók uralták. Az első sorból Tony Brooks indulhatott a Vanwallal, mellőle Jean Behra a BRM-mel és Jack Brabham a Cooperrel vághatott neki a százkörös versenynek. A második sorban is két Cooper foglalt helyet Roy Salvadorival és Maurice Trintignant-nel: előbbi a gyári alakulatot, míg utóbbi Rob Walker csapatát erősítette. Mike Hawthorn hatodik lett a Ferrarival, így a brit csak a harmadik sorból indulhatott, a vanwallos Stuart Lewis-Evans és Stirling Moss elől.
Itt mutatkozott be a Formula–1-ben a Lotus csapat Cliff Allisonnal és Graham Hill-lel. Miután Bernie Ecclestone  megvette a Connaught csapatot, Bruce Kesslerrel és Paul Emeryvel megpróbálta magát kvalifikálni a futamra, sikertelenül. A rajt után Salvadori állt az élre, őt Brooks és Behra követte, de az angol szélesen vette az első kanyart, és mivel az autó felfüggesztése elgörbült, ki kellett állnia a boxba. Behra vette át a vezetést Brooks, Brabham és Moss előtt. A 8. körre Hawthorn feljött a harmadik helyre, majd a 19. körben megelőzte Brookst, aki gyújtáskihagyásban szenvedett, ami a 23. körben a kieséséhez vezetett. Ezalatt Moss felzárkózott Hawthornra, Behra pedig nem sokkal később fékhiba miatt kiállt a boxba. A 28. körtől Hawthorn vezetett, majd öt körrel később Moss megelőzte, de motorhiba miatt néhány körrel később feladni kényszerült a versenyt, így ismét a Hawthorn állt az élen. A Ferrari azonban a 48. körben megállt, mert eltörött az üzemanyagpumpája. Ezáltal Trintignant vette át a vezetést, aki 40 másodperces előnyével biztonságban volt a többiekkel szemben, s a francia 1955 után ismét győzedelmeskedett a hercegségben. Luigi Musso lett a második, Peter Collins a harmadik, Jack Brabham pedig a negyedik.
Az egy hét múlva megrendezett holland nagydíj időmérő edzését a Vanwall uralta. Stuart Lewis-Evans szerezte meg a pole-t csapattársai, Moss és Brooks elől. A második sorból Behra és Brabham, míg a harmadikból Hawthorn, Schell és Maurice Trintignant indulhatott. A futamra egy hétfői munkaszüneti napon került sor, így nagy tömeg kísérte figyelemmel az eseményeket. A rajtot követően Moss állt az élre Lewis-Evans, a jól rajtoló Schell és Brooks előtt, akinek az autója egy kisebb ütközés következtében megsérült, így ki kellett állnia a boxba, hogy kijavítsák a károsodást. Ennek köszönhetően a negyedik helyet Roy Salvadori vette át. A 12. körben Schell megelőzte Lewis-Evanst, de akkorra Moss már nagy előnyre tett szert. Hátrébb Behra elment Hawthorn és Salvadori mellett is, ezáltal feljött a negyedik pozícióba, majd miután Lewis-Evans a 47. körben motorhiba miatt kiállni kényszerült, a francia már a harmadik helyen autózott. Moss győzött Schell, Behra, Salvador, Hawthorn és Cliff Allison előtt.

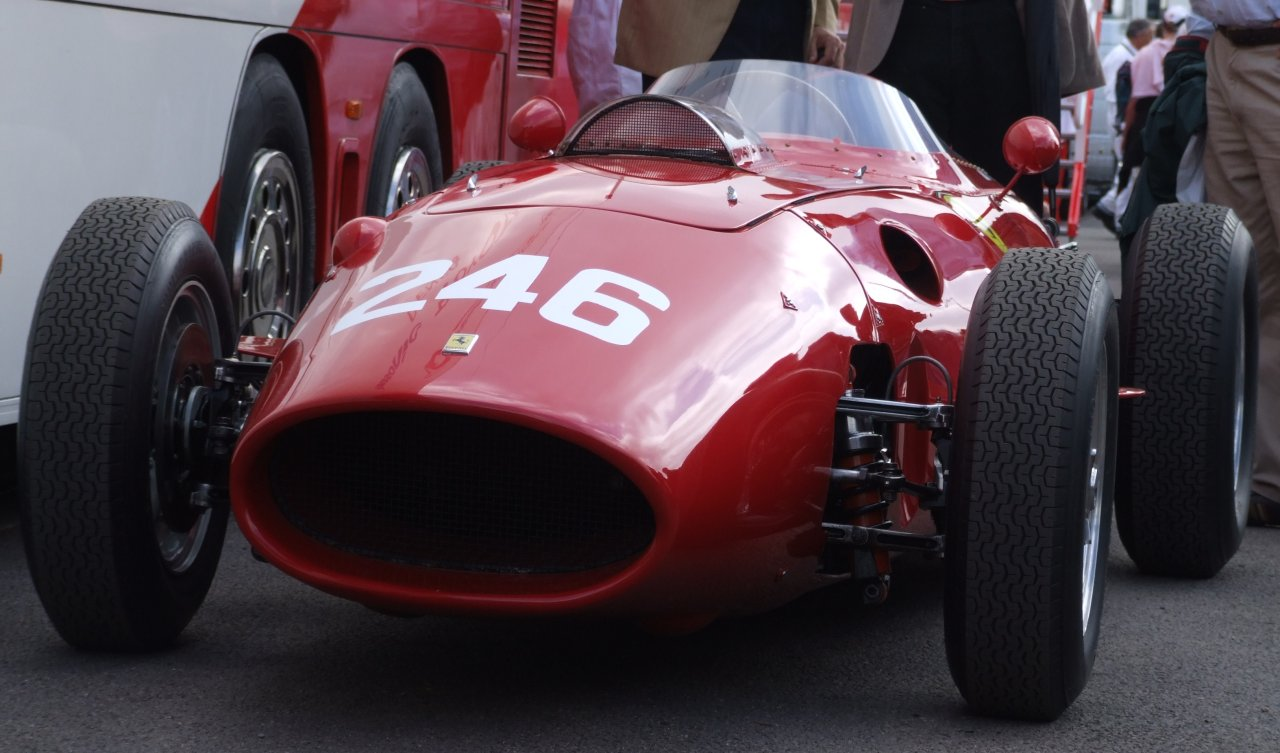
Ferrari 246-os

Az indianapolisi 500 mérföldes verseny első edzésén részt vett Juan Manuel Fangio is, de úgy döntött, hogy nem indul az időmérőn, mivel autója túl lassú és megbízhatatlan volt. Ennek köszönhetően ismét csak amerikai pilóta mérte össze erejét. Dick Rathmann indulhatott az élről, mellőle Ed Elisian és Jimmy Reece vághatott neki a 200 körös futamnak. A mezőny minden gond nélkül hajtott át az első két kanyaron, de a harmadiknál Elisian elvesztette uralmát a kormány felett, és a falnak csapódott, magával sodorva Rathmannt is. Reece megcsúszott, Bob Veith és Pat O'Connor pedig nekiütközött. Utóbbi autója tizenöt métert repült a levegőben, a feje tetején ért földet, majd lángokban tört ki. Bár O'Connor elégett a balesetben, de valószínűleg súlyos koponyasérülésébe azonnal belehalt volna. A balesetsorozatnak Jerry Unser is részese volt, ő vállficamot szenvedett, miután autója a falnakcsapódást követően felborult. A versenyt végül újraindították, amelyet Jimmy Bryan nyert meg George Amick és Johnny Boyd előtt.
Egy év kihagyás után a Formula–1 visszatért a belga Spa-Francorchamps-ba, amely pályát néhány helyen átalakítottak, így valamivel gyorsabb lett, mint korábban. A nagydíj arról nevezetes, hogy ezen állt először rajthoz a sportág történetében női versenyző az olasz Maria Teresa de Filippis személyében, aki egy privát Maseratival a tizedik helyen, kétkörös hátrányban fejezte be a futamot. A Ferrarik versenyképesnek bizonyultak, ugyanis az időmérőn Hawthorn volt a leggyorsabb Luigi Musso, a maseratis Masten Gregory, Peter Collins és a vanwallos Tony Brooks előtt. A rajtot követően a kilencedik rajtkockából induló Moss állt az élre, majd még az 1. körben a brit kihagyott egy sebességet, s az autó elfüstölt. Ezután Brooks vette át a vezetést, aki hamarosan Collinsszal csatázott, aki a 6. körben a motor túlhevülése miatt kiállni kényszerült. A következő fordulóban Musso kereke hibásodott meg, amely balesethez vezette az olaszt. Végül Brooks nyert Hawthorn, Lewis-Evans és a lotusos Cliff Allison és a BRM-es Schell előtt.
A Reims-Gueux-ban megrendezett francia nagydíj időmérésén Mike Hawthorn indulhatott az első rajtkockából a módosított felfüggesztésű Ferrarival, csapattársa, Luigi Musso, a BRM-es Harry Schell és a szintén ferraris Peter Collins elől. A negyedik Ferrarival a német Wolfgang von Trips nem tudott mért kört autózni, így a mezőny végéről, a 21. helyről volt kénytelen nekivágni a futamnak. Ezen a versenyen állt rajthoz először Phil Hill egy privát Maseratival, valamint Carroll Shelby és az 1952-es indianapolisi 500 győztese, Troy Ruttman, akik egy-egy kölcsönvett Scuderia Centro Suddal kvalifikálták magukat. A rajtnál Schell állt az élre, de Hawthorn hamar utolérte és megelőzte. Az amerikait ezután Mussóval kezdődően többen is megelőzték. Az olasznak, Collinsnak és Brooksnak sikerült elkerülnie a Behra, Moss, Fangio és Schell között zajló heves csatát. Az 5. körben Collins kicsúszott egy bukótérre, és azonnal visszaesett, miután valami beakadt fékpedálja alá. A 10. körben Musso épp a nagysebességű Muizon-kanyarban üldözte Hawthornt, amikor elvesztette uralmát a kormány felett, lecsúszott az útról és 240 km/órás sebességgel, több szaltózás után az árokban ért földet, miközben kiesett az autóból. A pilótát a reimsi kórházba szállították, de még aznap életét vesztette. Brooks örökölte meg a második helyet, de nem sokkal később váltóhiba miatt kiesett. Ezt követően Fangio, Moss és Behra harcolt a pozícióért, Schell pedig leszakadt a csoporttól. Boxkiállásával Fangio kikerült a csatából, de Moss és Behra tovább folytatta harcukat, míg a franciának meg nem hibásodott az üzemanyagpumpája, és így kilenc körrel a leintés előtt a verseny feladására kényszerült. A futamot Moss nyerte Hawthorn, von Trips és Fangio előtt. A 47 éves ötszörös világbajnok ezután nem indult többet Formula–1-es nagydíjon.

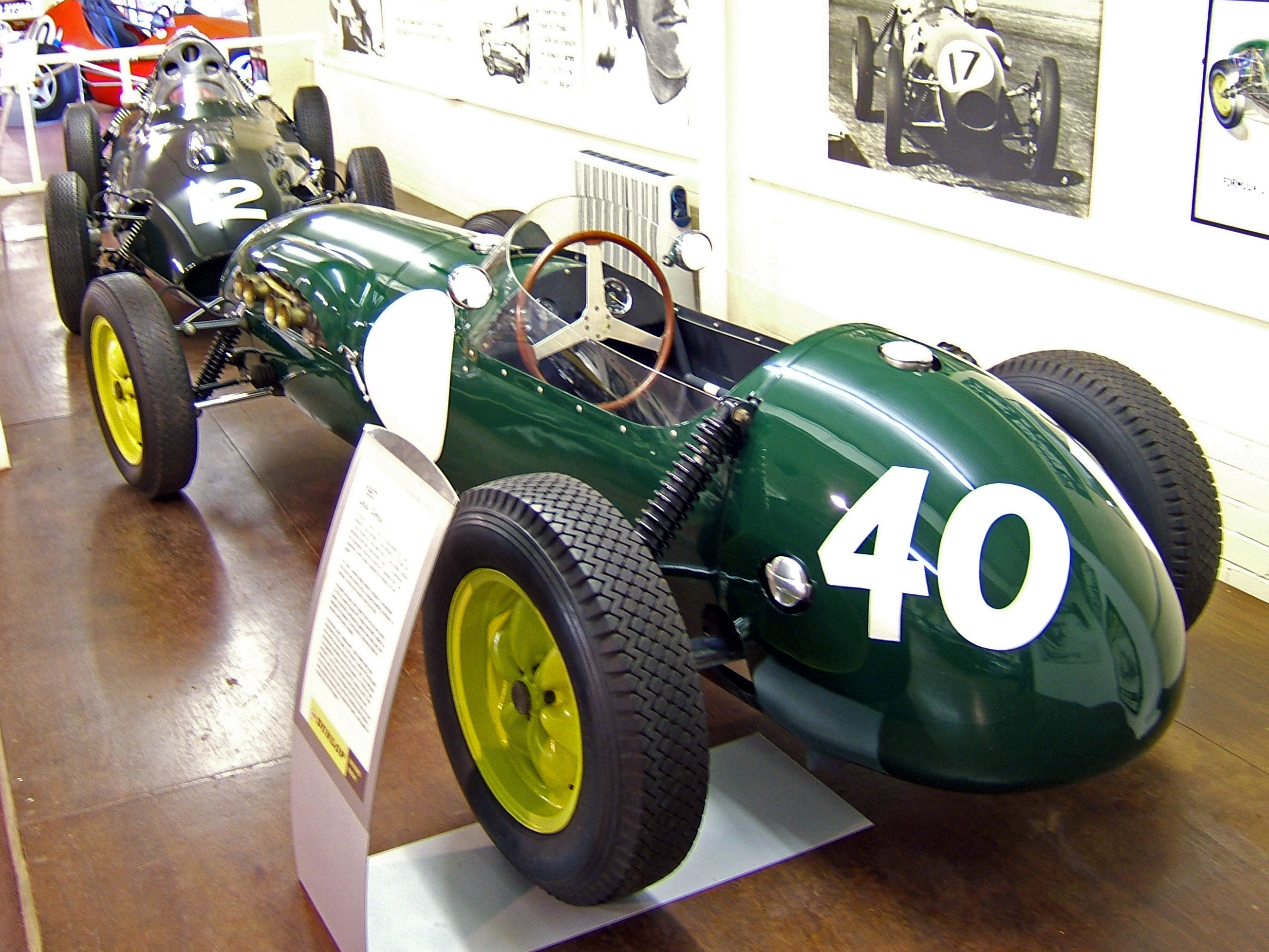
Lotus 12-es

Silverstone-ban Moss szerezte meg a pole-t Schell, Salvadori és Hawthorn előtt. A rajt után a hatodik helyről induló Collins átverekedte magát az előtte haladókon, és mire a mezőny a Hangar egyenes végére ért, a brit már az élen állt. Őt szorosan Moss, Hawthorn, Schell, Brooks és Salvadori követte. Collins körről körre növelte előnyét, miközben Moss és Hawthorn leszakadt az őket üldözőktől. Amikor a 26. körben Moss Vanwalljának motorja elfüstölt, Lewis-Evans harmadik volt, de Salvadori hamarosan megelőzte. Hawthornnak néhány körrel később ki kellett állnia a boxba olajért, de Salvadori elé tért vissza. Az eseményekben nem túl gazdag versenyt Collins nyerte Hawthorn előtt, míg a harmadik Salvadorinak éppen csak sikerült maga mögött tartania Lewis-Evanst.
A német nagydíj szervezői ezúttal is úgy döntöttek, hogy a Formula–1-es és a Formula–2-es autókat közös futamon indítják el. Itt mutatkozott be a sportágban, az F2-es-ek között Bruce McLaren, illetve először szerepelt Phil Hill a Ferrarival, noha csak egy F2-es Dino 156-tal. Hawthorn autózta a leggyorsabb kört az időmérőn, mellőle a 4-3-4 felállású rajtrácson a vanwallos Tony Brooks és Stirling Moss, valamint csapattársa, Peter Collins indulhatott. A rajtot követően Moss állt az élre, akit Brooks követett, de a vanwallost még az első körben megelőzte Hawthorn és Collins is. A 4. körben Moss autójában eltört a gyújtómágnes, és kiesett, átengedve a vezetést a két Ferrarinak, akiket jelentősen lemaradva követett Brooks. Collins az 5. körben megelőzte Hawthornt, így ő lett Brooks elsőszámú célpontja, amikor a 9. körben utolérte a Ferrarikat. A Hawthornnal folytatott csata után a 11. körben Brooksnak sikerült elmennie mellette a célegyenesben, majd Collinst is megelőzte, és elkezdett elhúzni előlük. Collins megpróbálta visszavenni pozícióját, amikor a Pflanzgartennél szélesen fordult, a Ferrari egyik kereke becsúszott az árokba, és bukfencet vetett. A brit egy fának csapódott, és súlyos fejsérülést szenvedett. Helikopterrel a bonni kórházba szállították, ahol életét vesztette. Hawthorn épp hogy csak el tudta kerülni az ütközést, de néhány perccel később váltóhiba miatt kiállni kényszerült. Brooks nagy előnnyel nyert Salvadori előtt. Trintignant a harmadik, von Trips a negyedik, McLaren pedig az ötödik lett, aki ezzel megnyerte az F2-es osztály különversenyét.
A portugál nagydíjat első alkalommal rendezték meg a 7,4 km hosszú portói Circuito da Boavista városi pályán. (Az előző években már volt portugál verseny a Boavistán, illetve a Lisszabon melletti Monsanto Parkban). Peter Collins nürburgringi halálos balesete után Enzo Ferrari (aki néhány héttel korábban másik versenyzőjét, Luigi Mussót is elvesztette) úgy döntött, hogy nem ültet be senkit a brit helyére, így a csapat csak két autóval, Hawthornnal és von Tripsszel állt rajthoz. A macskaköves, villamos sínek és lámpaoszlopok között kialakított vonalvezetésen Moss ért leggyorsabban körbe az időmérőn. Hawthorn lett a második, míg Lewis-Evans a harmadik. A verseny napján esett, de mire a futam elkezdődött, a pálya már száradt. A rajt után Moss maradt az élen, akit Hawthorn a 2. körben megelőzött, ám a fékproblémával küszködő ferraris a 7. körben megcsúszott, aminek következtében autója lefulladt, de azt a menetiránnyal szemben, a pálya szélén tolva, sikerült újra beindítania. Moss és Behra is elment mellette, majd amikor a francia BRM-jének motorja elkezdett kihagyni, Hawthorn visszaszerezte a második helyet. Moss-szal a táv utolsó negyedében boxjelzéssel közölték, hogy HAWT[orn]-REC[ord], vagyis hogy Hawthorné az egy pontot érő leggyorsabb kör, amit ő REG[ular]-nek olvasott, ami azt jelenti, hogy ellenfele normális tempót autózik, így nem próbált gyorsabban menni. Ez az egy pont végül világbajnoki cím elvesztésébe került. Az utolsó körben Hawthorn motorja felmondta a szolgálatot, de áttolta a célvonalon, és a második helyen, több mint ötperces hátrányban klasszifikálták. A harmadik, lekörözött Lewis-Evans könnyedén megelőzhette volna a Ferrarit, de Moss nem hagyta, hogy visszavegye a körét. Moss annyira sportszerű volt, hogy kiállt ellenfele mellett, akit a leintés után kizártak, mivel ellentétes irányban tolta autóját. Moss szavait figyelembe véve, miszerint a manőver nem a pályán történt, nem büntethetik meg menetiránnyal szembeni haladás miatt Hawthornt, így megtarthatta a második pozíciót.

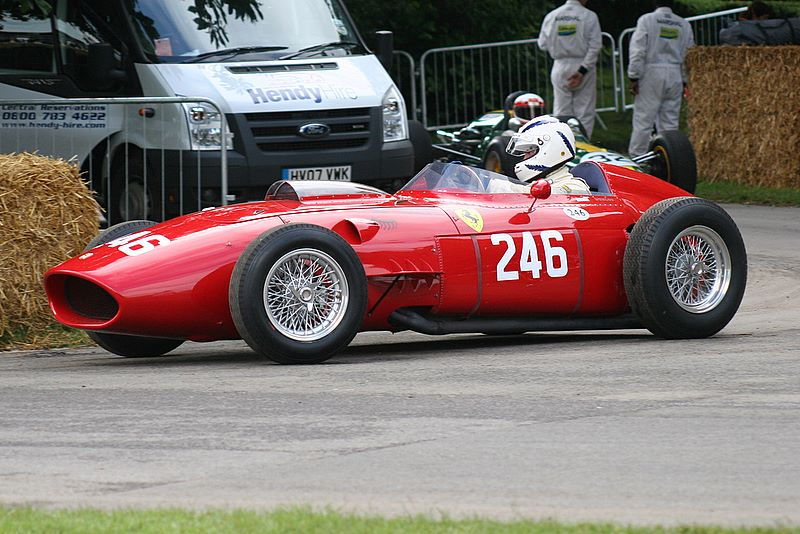
Ferrari 246-os

A Ferrari-Vanwall csata Monzában is folytatódott, miután mindkét csapat új fejlesztésekkel érkezett a helyszínre. Moss szerezte meg a pole-t Brookst, Hawthornt és Lewis-Evanst megelőzve. A rajt után a hetedik pozícióból induló Phil Hill fordult el elsőként az első kanyarban, Moss előtt, aki még az első kör folyamán visszavette tőle a vezetést. Hátrébb a mezőnyben von Trips összeért Schell-lel, majd a Ferrari a levegőbe repült és összetört, ám az amerikai nem sérült meg. A német is kiesett a versenyből, valamint eltört a lába is. Az 5. körig továbbra is Hill vezetett, amikor is a már korábban Lewis-Evans és Mosst is megelőző Hawthorn elment mellette. Hill előbb csak Moss, majd gumiprobléma miatt egyre hátrébb esett vissza, míg Moss és Hawthorn az első helyért egymással harcolt. A csata addig folytatódott, míg Moss a váltó meghibásodása miatt lemaradt és nem sokkal később kiesett, Hawthornt hagyva az élen. Ekkor Behra második, Lewis-Evans harmadik volt, Brooks pedig elkezdett feljönni, miután korábban kiállt a boxba olajellenőrzésre. Ezt követően előbb Trintignant, majd Lewis-Evans, végül pedig Behra is kiállni kényszerült. Miután Hawthorn új gumikat vételezett, a 35. körben Hill visszaállt az élre, de két körrel később, ugyanolyan okból kifolyólag, mint a brit, ő is kiállt a boxba, így Hawthorn visszaállt a vezető pozícióba. Ekkor Brooks volt a második, aki gyorsan felzárkózott rá, és tíz körrel a leintés előtt, kihasználva az előtte haladó autó keltette szélárnyékot, megelőzte a Ferrarit és megnyerte a versenyt. Hawthorn lett a második, megerősítve vezető helyét a világbajnokságban, míg a dobogó legalsó fokára Hill állhatott fel.

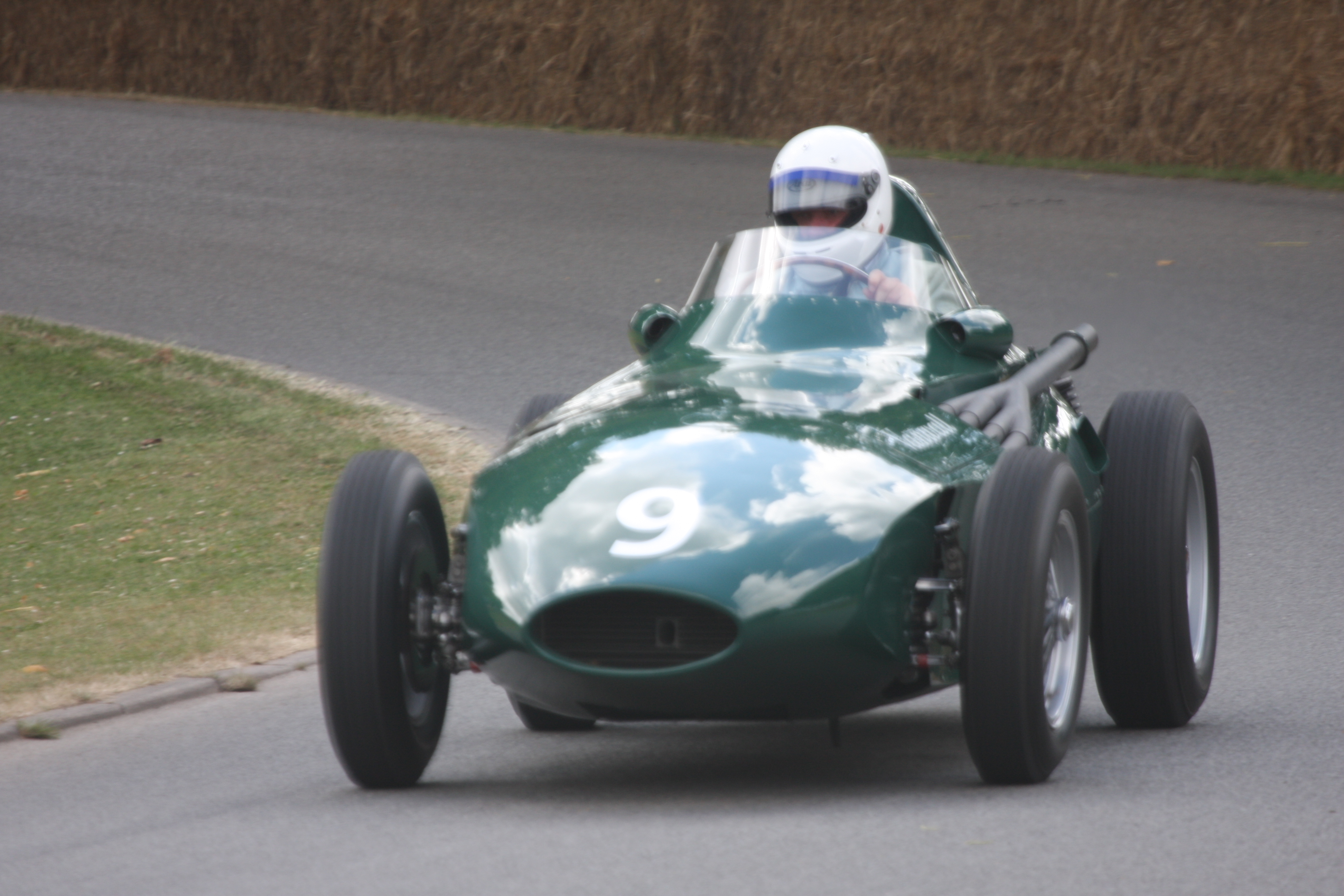
Vanwall

A sportág történetének máig egyetlen marokkói nagydíjára és az évadzáró futamra a Casablanca melletti rendkívül gyors Ain-Diab versenypályán került sor. Az eseményen az újonnan megkoronázott V. Mohammed király is jelen volt. A verseny előtt úgy állt, hogy Mossnak a világbajnoki címhez a leggyorsabb kört is megfutva kell győznie, Hawthornnak pedig legalább harmadikként kell célba érnie. Ha a felsoroltak közül valamelyik nem teljesül, akkor Hawthorn a világbajnok. Mint ahogy az várható volt, Hawthorn és Moss szerezte meg az első két rajtkockát, mellőlük Lewis-Evans indulhatott. A második sort Jean Behra, illetve Phil Hill foglalta el. A rajtnál Moss átvette a vezetést, Phil Hill pedig – a monzai versenyhez hasonlóan – kiváló startolását követően feljött a második helyre. Az amerikai több alkalommal is megpróbált az élre állni, de a 3. körben ráment az egyik bukótérre, és visszaesett Hawthorn és Bonnier mögé. Hill hamar megelőzte a svédet, Hawthorn pedig maga elé intette, hogy menjen Moss után. Brooks, aki Hawthorn megelőzésével lelkesen segíteni akart csapattársának, megelőzte Bonniert, majd miután utolérte a világbajnoki esélyes Ferrarit, mellette is elment. Moss a 16 körben beleszaladt a lekörözött Wolfgang Seidel hátuljába, aminek következtében Vanwallja meghorpadt. Moss a 21. körben új körrekordott futott – ami egy pont pluszt jelentett számára –, míg Hawthorn begyorsult, majd 11 körön keresztül csatázott Brooksszal, mielőtt a Vanwall a 30. körben el nem füstölt. Hillnek azt mondták, lassítson, hogy csapattársa átvehesse tőle a második pozíciót. A harmadik Vanwallban ülő Lewis-Evans megpróbált felzárkózni, de a 42. körben motorja elfüstölt, és ahogy az autó letért a pályáról, a motorból permetszerűen szivárgó olaj lángra kapott. Lewis-Evans lángoló overallban kiugrott, és a lángokat eloltották. Mindezek ellenére súlyos égési sérüléseket szenvedett, repülővel Angliába szállították, ahol hat nap múlva elhunyt. Az 53 körös megmérettetést végül Moss nyerte Hawthorn, Hill, Bonnier és Schell előtt. Az itt szerzett második helyével és az évad során gyűjtött 42 pontjával Mike Hawthorn lett a világbajnok, honfitársa, Stirling Moss pedig, egy egységgel alulmaradva, sorozatban negyedszerre is csak második lett összetettben. Érdekesség, hogy Hawthorn úgy lett világbajnok, hogy mindössze egyetlen alkalommal állhatott a dobogó legfelső fokára a szezon során (Franciaország). Hasonló eset eddig csak egyszer, 1982-ben fordult elő a Formula–1-ben, akkor Keke Rosberg lett a világbajnok.

## Futamok
| #  | Verseny           | Dátum         | Pálya             | Pályakép    | Győztes pilóta      | Győztes csapat      | Összefoglaló |
| -- | ----------------- | ------------- | ----------------- | ----------- | ------------------- | ------------------- | ------------ |
| 65 | argentin nagydíj  | Január 19.    | Oscar Gálvez      |             | Stirling Moss       | Cooper-Climax       | Összefoglaló |
| 66 | monacói nagydíj   | Május 18.     | Monaco            |             | Maurice Trintignant | Cooper-Climax       | Összefoglaló |
| 67 | holland nagydíj   | Május 26.     | Zandvoort         |             | Stirling Moss       | Vanwall             | Összefoglaló |
| 68 | indianapolisi 500 | Május 30.     | Indianapolis      |             | Jimmy Brian         | Epperly-Offenhauser | Összefoglaló |
| 69 | belga nagydíj     | Június 15.    | Spa-Francorchamps |             | Tony Brooks         | Vanwall             | Összefoglaló |
| 70 | francia nagydíj   | Július 6.     | Reims             |             | Mike Hawthorn       | Ferrari             | Összefoglaló |
| 71 | brit nagydíj      | Július 19.    | Silverstone       |             | Peter Collins       | Ferrari             | Összefoglaló |
| 72 | német nagydíj     | Augusztus 3.  | Nürburgring       | Nürburgring | Tony Brooks         | Vanwall             | Összefoglaló |
| 73 | portugál nagydíj  | Augusztus 24. | Boavista          |             | Stirling Moss       | Vanwall             | Összefoglaló |
| 74 | olasz nagydíj     | Szeptember 7. | Monza             |             | Tony Brooks         | Vanwall             | Összefoglaló |
| 75 | marokkói nagydíj  | Október 19.   | Ain-Diab          |             | Stirling Moss       | Vanwall             | Összefoglaló |

## A bajnokság végeredménye

### Pontozási rendszer
| Helyezés | 1. | 2. | 3. | 4. | 5. | Lk. | 6.-20. |
| -------- | -- | -- | -- | -- | -- | --- | ------ |
| Pont     | 8  | 6  | 4  | 3  | 2  | 1   | 0      |

### Versenyzők
(Táblázat értelmezése)

(Félkövér: pole-pozícióból indult; dőlt: leggyorsabb kört futott) 

| Helyezés | Versenyző                | ARG | MON | NED | 500 | BEL | FRA | GBR | GER | POR | ITA | MOR | Pont    |
| -------- | ------------------------ | --- | --- | --- | --- | --- | --- | --- | --- | --- | --- | --- | ------- |
| 1        | Mike Hawthorn            | 3   | Ki  | 5   |     | 2   | 1   | 2   | Ki  | 2   | 2   | 2   | 42 (49) |
| 2        | Stirling Moss            | 1   | Ki  | 1   |     | Ki  | 2   | Ki  | Ki  | 1   | Ki  | 1   | 41      |
| 3        | Tony Brooks              |     | Ki  | Ki  | Ki† | 1   | Ki  | 7   | 1   | Ki  | 1   | Ki  | 24      |
| 4        | Roy Salvadori            |     | Ki  | 4   |     | 8   | 11  | 3   | 2   | 9   | 5   | 7   | 15      |
| 5        | Peter Collins            | Ki  | 3   | Ki  |     | Ki  | 5   | 1   | Ki  |     |     |     | 14      |
| 6        | Harry Schell             | 6   | 5   | 2   |     | 5   | Ki  | 5   | Ki  | 6   | Ki  | 5   | 14      |
| 7        | Maurice Trintignant      |     | 1   | 9   |     | 7   | Ki  | 8   | 3   | 8   | Ki  | Ki  | 12      |
| 8        | Luigi Musso              | 2   | 2   | 7   |     | Ki  | Ki  |     |     |     |     |     | 12      |
| 9        | Stuart Lewis-Evans       |     | Ki  | Ki  | Ki† | 3   | Ki  | 4   |     | 3   | Ki  | Ki  | 11      |
| 10       | Phil Hill                |     |     |     |     |     | 7   |     | 9   |     | 3   | 3   | 9       |
| 11       | Jean Behra               | 5   | Ki  | 3   |     | Ki  | Ki  | Ki  | Ki  | 4   | Ki  | Ki  | 9       |
| 12       | Wolfgang von Trips       |     | Ki  |     |     |     | 3   | Ki  | 4   | 5   | Ki  |     | 9       |
| 13       | Jimmy Bryan              |     |     |     | 1   |     |     |     |     |     |     |     | 8       |
| 14       | Juan Manuel Fangio       | 4   |     |     |     |     | 4   |     |     |     |     |     | 7       |
| 15       | George Amick             |     |     |     | 2   |     |     |     |     |     |     |     | 6       |
| 16       | Johnny Boyd              |     |     |     | 3   |     |     |     |     |     |     |     | 4       |
| 17       | Tony Bettenhausen        |     |     |     | 4   |     |     |     |     |     |     |     | 4       |
| 18       | Jack Brabham             |     | 4   | 8   |     | Ki  | 6   | 6   | Ki  | 7   | Ki  | 11  | 3       |
| 19       | Cliff Allison            |     | 6   | 6   |     | 4   | Ki  | Ki  | 10  | Ki  | 7   | 10  | 3       |
| 20       | Masten Gregory           |     |     | Ki  |     | Ki  |     |     |     |     | 4   | 6   | 3       |
| 21       | Joakim Bonnier           |     | Ki  | 10  |     | 9   | 8   | Ki  | Ki  | Ki  | Ki  | 4   | 3       |
| 22       | Jim Rathmann             |     |     |     | 5   |     |     |     |     |     |     |     | 2       |
| 23       | Bruce McLaren            |     |     |     |     |     |     |     | 5   |     |     | 13  | 0       |
| 24       | Graham Hill              |     | Ki  | Ki  |     | Ki  | Ki  | Ki  | Ki  | Ki  | 6*  | 16  | 0       |
| 25       | Olivier Gendebien        |     |     |     |     | 6   |     |     |     |     | Ki  | Ki  | 0       |
| 26       | Jimmy Reece              |     |     |     | 6   |     |     |     |     |     |     |     | 0       |
| 27       | Don Freeland             |     |     |     | 7   |     |     |     |     |     |     |     | 0       |
| 28       | Carlos Menditéguy        | 7   |     |     |     |     |     |     |     |     |     |     | 0       |
| 29       | Maria Teresa de Filippis |     | NK  |     |     | 10  |     |     |     | Ki  | Ki  |     | 0       |
| 30       | Paco Godia               | 8   | NK  |     |     | Ki  | Ki  |     |     |     |     |     | 0       |
| 31       | Jack Fairman             |     |     |     |     |     |     | Ki  |     |     |     | 8   | 0       |
| 32       | Jud Larson               |     |     |     | 8   |     |     |     |     |     |     |     | 0       |
| 33       | Carroll Shelby           |     |     |     |     |     | Ki  | 9   |     | Ki  | Ki  |     | 0       |
| 34       | Hans Herrmann            |     |     |     |     |     |     |     | Ki  |     | Ki  | 9   | 0       |
| 35       | Gerino Gerini            |     | NK  |     |     |     | 9   | Ki  |     |     | Ki  | 12  | 0       |
| 36       | Giulio Cabianca          |     | NK  |     |     |     |     |     |     |     | Ki  |     | 0       |
| 37       | Horace Gould             | 9   | NK  |     |     |     |     |     |     |     |     |     | 0       |
| 38       | Eddie Johnson            |     |     |     | 9   |     |     |     |     |     |     |     | 0       |
| 39       | Troy Ruttman             |     |     |     |     |     | 10  |     |     |     |     |     | 0       |
| 40       | Bill Cheesbourg          |     |     |     | 10  |     |     |     |     |     |     |     | 0       |
| 41       | Carel Godin de Beaufort  |     |     | 11  |     |     |     |     | Ki  |     |     |     | 0       |
| 42       | Al Keller                |     |     |     | 11  |     |     |     |     |     |     |     | 0       |
| 43       | Giorgio Scarlatti        |     | Ki  | Ki  |     |     |     |     |     |     |     |     | 0       |
| 44       | Ian Burgess              |     |     |     |     |     |     | Ki  | 7   |     |     |     | 0       |
| 45       | Johnnie Parsons          |     |     |     | 12  |     |     |     |     |     |     |     | 0       |
| 46       | Ivor Bueb                |     |     |     |     |     |     | Ki  | 11  |     |     |     | 0       |
| 47       | Johnnie Tolan            |     |     |     | 13  |     |     |     |     |     |     |     | 0       |
| 48       | Bob Christie             |     |     |     | Ki  |     |     |     |     |     |     |     | 0       |
| 49       | Robert La Caze           |     |     |     |     |     |     |     |     |     |     | 14  | 0       |
| 50       | Wolfgang Seidel          |     |     |     |     | Ki  |     |     | Ki  |     |     | Ki  | 0       |
| 51       | Dempsey Wilson           |     |     |     | Ki  |     |     |     |     |     |     |     | 0       |
| 52       | André Guelfi             |     |     |     |     |     |     |     |     |     |     | 15  | 0       |
| —        | Ron Flockhart            |     | NK  |     |     |     |     |     |     |     |     | Ki  | 0       |
| —        | A. J. Foyt               |     |     |     | Ki  |     |     |     |     |     |     |     | 0       |
| —        | Paul Russo               |     |     |     | Ki  |     |     |     |     |     |     |     | 0       |
| —        | Shorty Templeman         |     |     |     | Ki  |     |     |     |     |     |     |     | 0       |
| —        | Rodger Ward              |     |     |     | Ki  |     |     |     |     |     |     |     | 0       |
| —        | Billy Garrett            |     |     |     | Ki  |     |     |     |     |     |     |     | 0       |
| —        | Eddie Sachs              |     |     |     | Ki  |     |     |     |     |     |     |     | 0       |
| —        | Johnny Thomson           |     |     |     | Ki  |     |     |     |     |     |     |     | 0       |
| —        | Chuck Weyant             |     |     |     | Ki  |     |     |     |     |     |     |     | 0       |
| —        | Jack Turner              |     |     |     | Ki  |     |     |     |     |     |     |     | 0       |
| —        | Bob Veith                |     |     |     | Ki  |     |     |     |     |     |     |     | 0       |
| —        | Dick Rathmann            |     |     |     | Ki  |     |     |     |     |     |     |     | 0       |
| —        | Ed Elisian               |     |     |     | Ki  |     |     |     |     |     |     |     | 0       |
| —        | Pat O'Connor             |     |     |     | Ki  |     |     |     |     |     |     |     | 0       |
| —        | Paul Goldsmith           |     |     |     | Ki  |     |     |     |     |     |     |     | 0       |
| —        | Jerry Unser              |     |     |     | Ki  |     |     |     |     |     |     |     | 0       |
| —        | Len Sutton               |     |     |     | Ki  |     |     |     |     |     |     |     | 0       |
| —        | Art Bisch                |     |     |     | Ki  |     |     |     |     |     |     |     | 0       |
| —        | Alan Stacey              |     |     |     |     |     |     | Ki  |     |     |     |     | 0       |
| —        | Christian Goethals       |     |     |     |     |     |     |     | Ki  |     |     |     | 0       |
| —        | Dick Gibson              |     |     |     |     |     |     |     | Ki  |     |     |     | 0       |
| —        | Brian Naylor             |     |     |     |     |     |     |     | Ki  |     |     |     | 0       |
| —        | François Picard          |     |     |     |     |     |     |     |     |     |     | Ki  | 0       |
| —        | Tom Bridger              |     |     |     |     |     |     |     |     |     |     | Ki  | 0       |
| —        | Mike Magill              |     |     |     | KIZ |     |     |     |     |     |     |     | 0       |
| —        | Ken Kavanagh             |     | NK  |     |     |     |     |     |     |     |     |     | 0       |
| —        | Bruce Kessler            |     | NK  |     |     |     |     |     |     |     |     |     | 0       |
| —        | Paul Emery               |     | NK  |     |     |     |     |     |     |     |     |     | 0       |
| —        | André Testut             |     | NK  |     |     |     |     |     |     |     |     |     | 0       |
| —        | Luigi Piotti             |     | NK  |     |     |     |     |     |     |     |     |     | 0       |
| —        | Bernie Ecclestone        |     | NK  |     |     |     |     |     |     |     |     |     | 0       |
| —        | Luigi Taramazzo          |     | NK  |     |     |     |     |     |     |     |     |     | 0       |
| —        | Louis Chiron             |     | NK  |     |     |     |     |     |     |     |     |     | 0       |
| Helyezés | Versenyző                | ARG | MON | NED | 500 | BEL | FRA | GBR | GER | POR | ITA | MOR | Pont    |

### Konstruktőrök
| Helyezés | +/- | Gyártó        | Start | Győzelmek | Dobogó | Első rajthelyek | Leggyorsabb kör | Pont   |
| -------- | --- | ------------- | ----- | --------- | ------ | --------------- | --------------- | ------ |
| 1        | -   | Vanwall       | 9     | 6         | 9      | 5               | 3               | 48(57) |
| 2        | -   | Ferrari       | 10    | 2         | 14     | 4               | 6               | 40(57) |
| 3        | -   | Cooper-Climax | 10    | 2         | 5      | 0               | 0               | 31     |
| 4        | -   | BRM           | 9     | 0         | 2      | 0               | 0               | 18     |
| 5        | -   | Maserati      | 10    | 0         | 0      | 1               | 1               | 6      |
| 6        | -   | Lotus-Climax  | 9     | 0         | 0      | 0               | 0               | 3      |
| 7        | -   | Connaught     | 2     | 0         | 0      | 0               | 0               | 0      |
| 8        | -   | OSCA          | 1     | 0         | 0      | 0               | 0               | 0      |
| 9        | -   | Porsche       | 1     | 0         | 0      | 0               | 0               | 0      |